# Statuia Lupoaicei w Târgu Mureș
Statuia Lupoaicei w Târgu Mureș – statua Wilczycy Kapitolińskiej zlokalizowana w centrum rumuńskiego miasta Târgu Mureș, przy Piață a Trandafirilor i ratuszu. 

## Historia

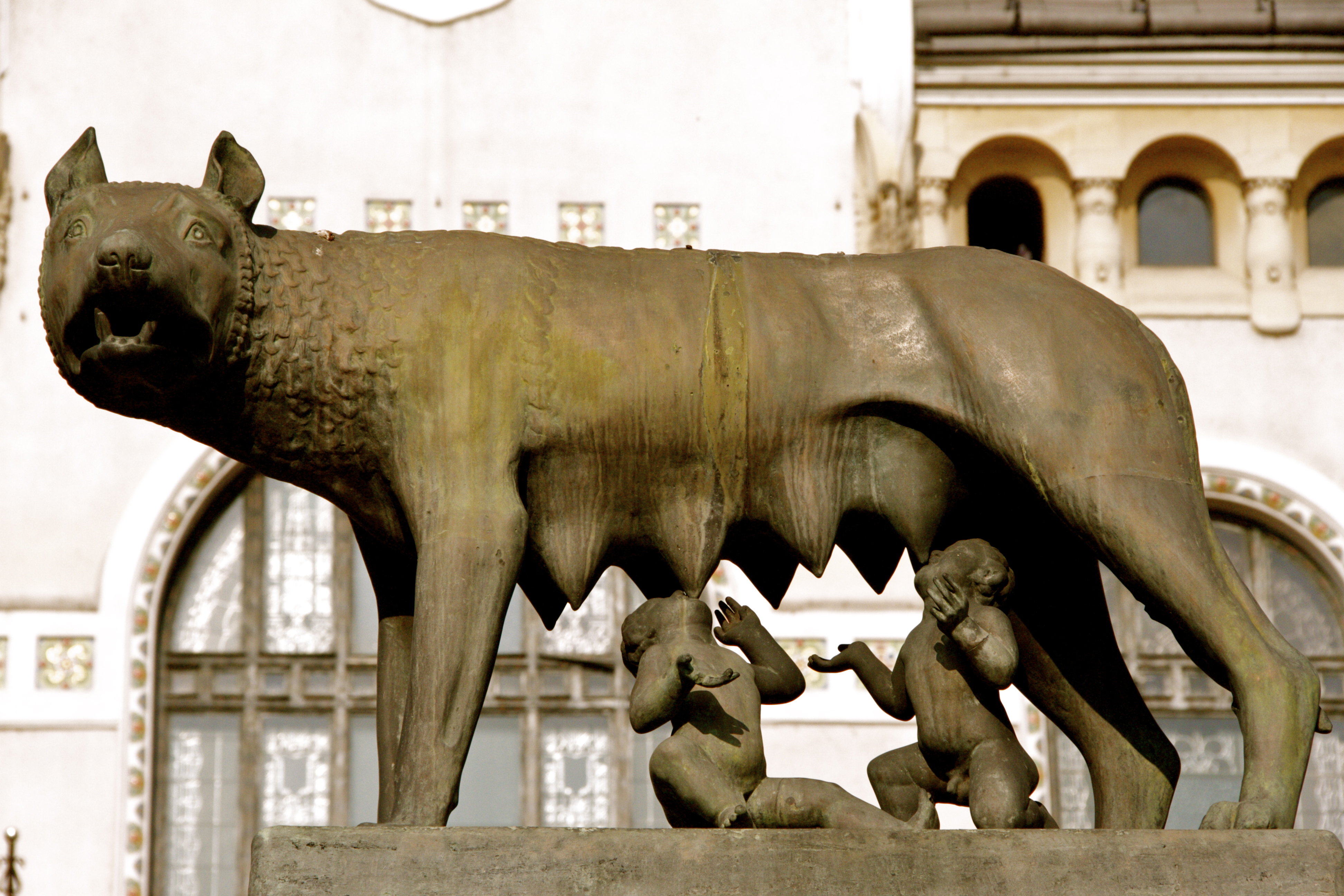
Detal posągu

Po 1 grudnia 1918 administracja Târgu Mureș przeszła w ręce rumuńskie. Dzięki inicjatywie burmistrza Emila Dandei zrealizowano w mieście trzy posągi, które później stały się symbolami Târgu-Mureș. Były to: pomnik Żołnierza Rumuńskiego (1924), statua Wilczycy Kapitolińskiej (1924), a następnie konny pomnik Avrama Iancu. 
Państwo włoskie w 1921 podarowało Rumunii pięć egzemplarzy posągu Wilczycy Kapitolińskiej z Rzymu. Miało to podkreślać łacińskie pochodzenie narodu rumuńskiego. Obszar miasta był częścią rzymskiej prowincji Dacia Superior, a następnie Dacia Apulensis. Posąg w Târgu-Mureș jest kopią grupy rzeźbiarskiej w Bukareszcie, odsłoniętej w 1924. Do realizacji pomnika burmistrz Dandea wyznaczył rzeźbiarza Ioana Schmidta Faura, który był także autorem pomnika Żołnierza Rumuńskiego i popiersia Alexandru Papiu Ilariana, które znajdują się przed Gimnazjum Ilariana. Wykonaniem cokołu zajął się inżynier E. Metz. Posąg wraz z cokołem miał wysokość 3,30 metra. Na cokole wyryto napis: "LATINITĂȚII - ORAȘUL TÎRGU-MUREȘ - 1924". Odsłonięcie pomnika odbyło się 23 maja 1924.
Statua pozostawała przed ratuszem w Târgu-Mureș do września 1940, kiedy to została przeniesiona do miasta Turda. 30 listopada 1991 monument powrócił do Târgu Mureș po renowacji.